# Дитиооксамид

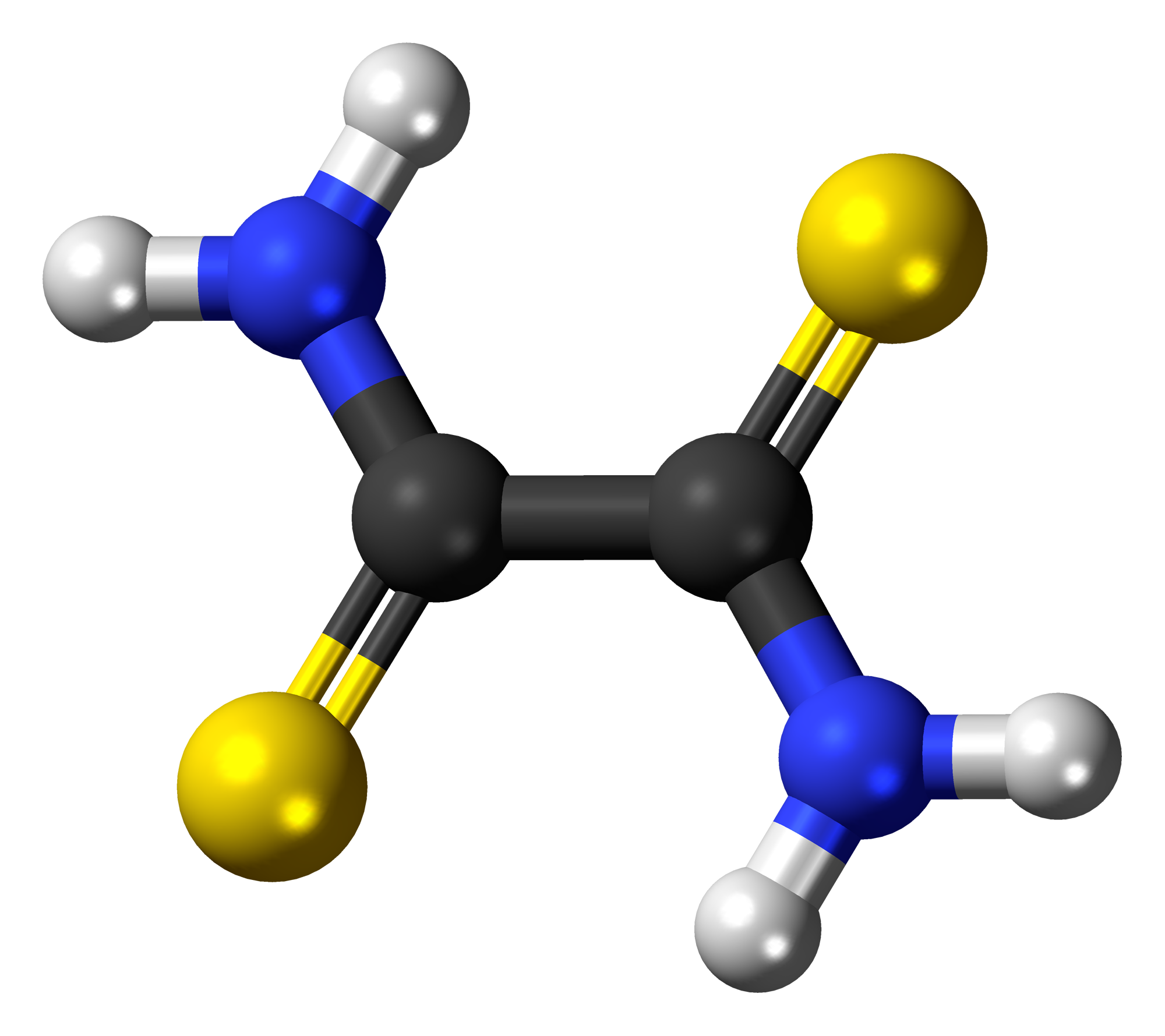
Дитиооксамид 3D

Дитиооксамид (рубеановодородная кислота) — это органическое соединение из класса тиоамидов с формулой C2H4N2S2. Представляет из себя оранжево-красные кристаллы, является серозамещённым аналогом (тиоаналогом) оксамида — диамида щавелевой кислоты.

## Применение
Одно из главных применений рубеановодородной кислоты — в аналитической химии в качестве 1% спиртового раствора для качественного определения некоторых ионов тяжёлых металлов — меди(II), кобальта(II), никеля(II), серебра(I), ртути(II) и других. Этот же раствор может использоваться как проявитель в тонкослойной хроматографии для визуализации пятен, содержащих данные ионы.
В зависимости от иона в процессе реакции образуется либо комплексное соединение (рубеанат), либо сульфид (для ионов халькофильных металлов).

## Физические свойства
Красное твёрдое вещество или красный кристаллический порошок. Слабо растворим в воде, растворим в спирте, растворим в эфире.